# Claude Herbulot
Claude Herbulot, född den 19 februari 1908 i Charleville-Mézières, död den 19 januari 2006 i Paris, var en fransk entomolog. Han var lepidopterist och specialiserad på nattfjärilar inom familjen mätare. Herbulots samling finns på Zoologische Staatssammlung München.
Auktorsnamnet Herbulot kan användas för Claude Herbulot i samband med ett vetenskapligt namn inom zoologin; se Wikipedia-artiklar som länkar till auktorsnamnet.